# Federação de Hóquei no Gelo da Bósnia e Herzegovina
A Federação de Hóquei no Gelo da Bósnia e Herzegovina é o órgão que dirige e controla o hóquei no gelo da Bósnia e Herzegovina, comandando as competições nacionais e a Seleção de Bósnia e Herzegovina de Hóquei no Gelo.